# Kurt Schmücker

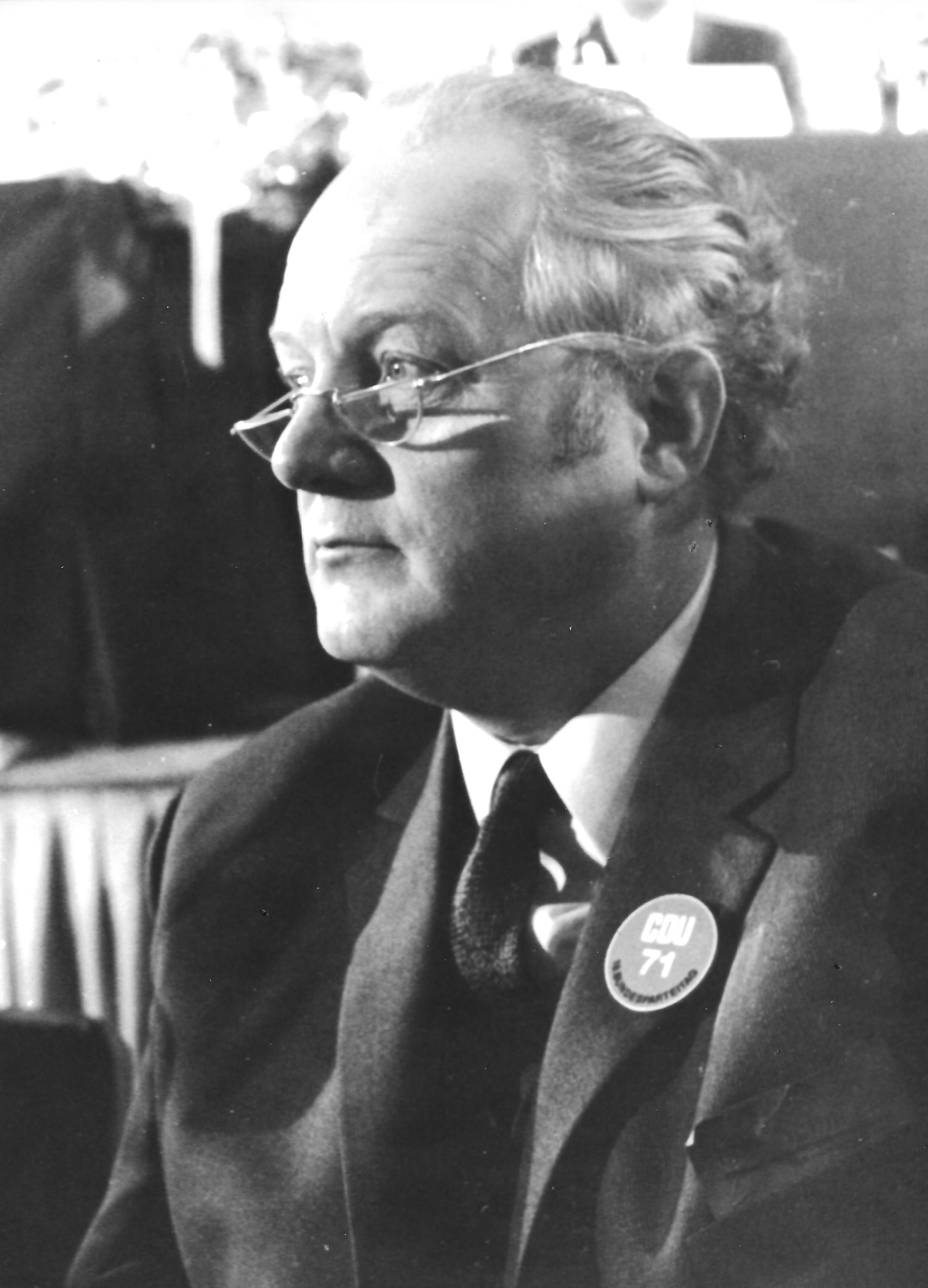
Kurt Schmücker (1971)

Karl Bernhard Kurt Schmücker (* 10. November 1919 in Löningen; † 6. Januar 1996 ebenda) war ein deutscher Politiker (CDU). Er war von 1963 bis 1966 Bundesminister für Wirtschaft und von 1966 bis 1969 Bundesschatzminister.

## Ausbildung und Beruf
1938 beendete Schmücker eine Ausbildung zum Buchdrucker und absolvierte dann eine zusätzliche Ausbildung zum Schriftleiter. Von 1940 bis 1945 nahm er als Soldat, in der Funktion eines Funkers bei der Kriegsmarine, am Zweiten Weltkrieg teil. 1947 übernahm er die elterliche Buchdruckerei, das Druckhaus Friedr. Schmücker, in Löningen.

## Partei
Am 22. Mai 1937 beantragte er die Aufnahme in die NSDAP und wurde zum 1. September desselben Jahres aufgenommen (Mitgliedsnummer 6.078.382). Seit 1946 war Schmücker Mitglied der CDU. 1956 initiierte er – zusammen mit Richard Stücklen – die Gründung der Mittelstandsvereinigung der CDU, nachdem er bereits 1953 den Diskussionskreis Mittelstand der CDU/CSU-Bundestagsfraktion gegründet hatte. Von Beginn an bis 1970 amtierte Schmücker als Vorsitzender der Mittelstandsvereinigung. Darüber hinaus war er von 1968 bis 1971 Bundesschatzmeister der CDU.

## Abgeordneter
Schmücker gehörte dem Deutschen Bundestag seit 1949 an und war bis zum Eintritt von Ernst Majonica 1950 der jüngste Abgeordnete der CDU. 1949 noch über die Landesliste Niedersachsen ins Parlament gekommen, vertrat er seitdem bis 1972 als stets direkt gewählter Abgeordneter den Wahlkreis Vechta – Cloppenburg (ab 1965: Cloppenburg). Bei der Bundestagswahl 1961 erreichte er mit 81,9 % das beste Erststimmenergebnis aller Abgeordneten.
Von 1957 bis 1960 war er Vorsitzender des Arbeitskreises für Wirtschafts- und Landwirtschaftsfragen der CDU/CSU-Bundestagsfraktion und vom 17. Oktober 1959 bis 1961 Vorsitzender des Wirtschaftsausschusses des Bundestages.
Von 1961 bis zum 17. Oktober 1963 war er stellvertretender Fraktionsvorsitzender.
Am 4. Dezember 1964 vertrat Kurt Schmücker die Bundesrepublik Deutschland bei der Errichtung der Stiftung Warentest.

## Öffentliche Ämter

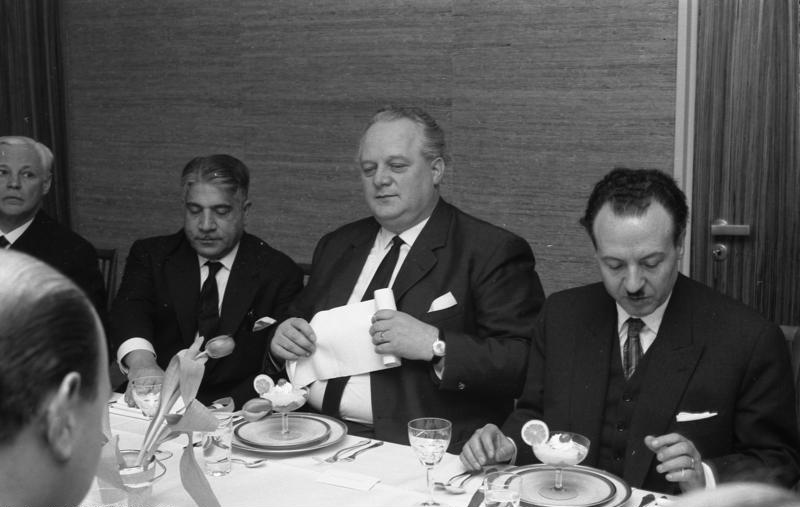
Schmücker 1964 mit Ministern aus dem Irak

### Bundesminister
Am 17. Oktober 1963 wurde er als jüngster Minister dieses Kabinetts zum Bundesminister für Wirtschaft in die von Ludwig Erhard geleitete Bundesregierung berufen. Nach dem Rücktritt der FDP-Bundesminister am 28. Oktober 1966 war er vom 8. November bis zum 30. November 1966 noch gleichzeitig Bundesminister der Finanzen. Die Gründung der Stiftung Warentest (4. Dezember 1964) und die Einberufung und gesetzliche Verankerung des ersten Sachverständigenrates zur Begutachtung der gesamtwirtschaftlichen Entwicklung („Wirtschaftsweise“) gelten als wichtige Maßnahmen in seiner Amtszeit.
In der Großen Koalition unter Bundeskanzler Kurt Georg Kiesinger (1. Dezember 1966 bis 21. Oktober 1969) war Schmücker Bundesschatzminister.
In dieser Zeit wurden bundeseigene Unternehmen umstrukturiert und die defizitären Saarbergwerke und die Salzgitter AG saniert.
Die Amtszeit des Kabinetts Kiesinger war durch die erste Konjunkturkrise der Bundesrepublik in den Jahren 1966 und 1967 geprägt.
Im Juni 1967 verabschiedete der Bundestag das Stabilitäts- und Wachstumsgesetz.

### Bürgermeister
Nach dem Ende seiner politischen Laufbahn in der Bundespolitik war er von 1972 bis 1986 ehrenamtlicher Bürgermeister seiner Heimatstadt Löningen. In seiner Amtszeit wurde die Stadtsanierung durchgeführt und 1982 wurden seiner Heimatgemeinde die Stadtrechte verliehen.
Nach seinem Tod 1996 wurde ein zentral gelegener Platz in Löningen in „Kurt-Schmücker-Platz“ umbenannt.

## Ehrungen
- 1965: Päpstlicher Ritterorden des heiligen Gregor des Großen (Großkreuz)
- 1969: Großes Verdienstkreuz mit Stern der Bundesrepublik Deutschland
- Verdienstorden der Italienischen Republik (Großkreuz)
- Ehrendoktorwürde (Dr. phil oec. h. c.) der Universität von San Carlos, Cebu City